# KCON
A KCON az első amerikai K-pop con, melyet először 2012. október 13-án rendezték meg a kaliforniai Irvine-ban. Az esemény szervezője az Mnet Media dél-koreai kiadó-ügynökség volt. A con szervezésének célja, hogy olyan, évente ismétlődő rendezvényt hozzanak létre, ami segít az amerikai K-pop-rajongóknak jobban megismerni a műfajt és találkozni a kedvenc előadóikkal, illetve kérdezni a koreai szórakoztatóiparban dolgozóktól. Az eseményen jelen volt és tudósított róla többek között a CNN is. 2013-ban Los Angelesben rendezték meg másodszor, 20 000-es közönség előtt.

## Fogadtatás
A Billboard magazin tudósítója, Jeff Benjamin szerint a con megpróbált mindent megtenni, hogy új megvilágításba helyezze az Amerikában még éppen csak lábát megvető zenei műfajt és sikerült a nyelvi gátakat is leküzdenie. Joseph L. Flatley a The Verge-től megjegyzete, hogy az esemény fénypontja a K-pop-sztárok koncertje volt, akik közül többen először léptek fel az Egyesült Államokban.

## Fellépők
| Dátum                  | Település               | Helyszín                          | Nézőszám | Fellépők |
| ---------------------- | ----------------------- | --------------------------------- | -------- | --- |
| 2012. október 13.      | Irvine, Kalifornia      | Verizon Wireless Amphitheatre     | 10 000   | 4Minute, B.A.P, EXO-M, G.NA, Nu'est, VIXX                                                                                      |
| 2013. augusztus 24-25. | Los Angeles, Kalifornia | Los Angeles Memorial Sports Arena | 20 000   | 2AM, Dynamic Duo, EXO (K & M), f(x) (feat. DJ Koo), G-Dragon, Henry Lau, Missy Elliott, Teen Top, Ju Szongu (feat. Heejun Han) |